# Pedro T. Sánchez
Pedro Toribio Sánchez (Corrientes, 16 de abril de 1850 - 15 de octubre de 1924) fue un abogado, periodista, Juez, profesor y político argentino, que ejerció como Gobernador de la Provincia de Corrientes en 1893.

## Reseña biográfica
Era hijo de Zacarías Sánchez Negrete, Diputado Provincial, miembro de la Cámara de Justicia de Corrientes 1850/51 y Sargento Mayor, dueño del almacén de Ramos Generales donde se vendió la primera estampilla en la Argentina, y de Ana María Guastavino Benítez, hermano de Zacarías Sánchez, diputado provincial, ingeniero y geógrafo que realizó los límites de Argentina con Chile y Bolivia, y de Emiliano Sánchez, médico y diputado provincial, sobrino de José Miguel Guastavino, exgobernador de la provincia de Corrientes y a quien dedica su tesis de doctorado, y suegro de Blas Benjamín de la Vega. Realizó sus estudios en el Colegio Nacional de Buenos Aires dirigido entonces por el sabio Amadeo Jacques y se doctoró en jurisprudencia en la Universidad de Buenos Aires en el año 1873. En ese año se trasladó a su ciudad natal, y ejerció como profesor en el Colegio Nacional de Corrientes durante 20 años del cual fue el decano de los profesores fundadores, consagrado a la enseñanza de Instrucción Cívica, Economía Política y sobre todo a la materia de su predilección la Filosofía. Con la cátedra alterno sus actividades profesionales y políticas, siendo que la magistratura lo reclamó a su servicio y así fue por muchos años miembro del Tribunal Supremo y Fiscal de Gobierno de su provincia. Se casa el 4 de diciembre de 1880 en la Catedral Nuestra Señora del Rosario de Corrientes con Ernestina Ruiz Molinas nieta de Dolores Vedoya una de las Patricias Argentinas tataranieta de Manuel Cabral de Melo y Alpoin.
Miembro destacado del partido Liberal, representó sus tendencias como diputado y senador varios periodos en la legislatura provincial, también defendió sus principios y propagar sus doctrinas desde las columnas de la prensa y principalmente como director del periódico "La Libertad".
En 1881, asumió la defensa del derecho de Corrientes sobre Misiones, cuando le fue cercenada y se creó un territorio nacional. Para ello fundó el periódico "El Alto Paraná", desde donde dilucidaba ampliamente sobre la cuestión desde el punto de vista histórico y legal, para apoyar los legítimos derechos de Corrientes al territorio de Misiones y evidenciar el vicio de insanable nulidad de su cesión, cuyas doctrinas cito honrosamente el Dr. del Valle en la defensa de los derechos de Corrientes.
En agosto del 1893, luego de desatarse la crisis por el enfrentamiento entre autonomistas y liberales, y tras la renuncia del Gobernador Antonio Ruiz (cuñado de Pedro T.) asume junto a un triunvirato conformado por Juan Valenzuela y Fermín E. Alsina, la gobernación de la provincia, hasta que es intervenida por el Gobierno Nacional, nombrando interventor a Leopoldo Basavilbaso. El 26 de noviembre de 1893 es electo senador provincial por los Departamentos de San Roque y Lavalle, prestó juramento y tomó posesión de su puesto el 11 de diciembre de 1893.
En 1889 formó parte principal de la convención que reformó la constitución provincial, en donde impuso que en el preámbulo constare expresamente entre sus fines fundamentales, el de prevenir la corrupción política. Las reformas, decía, no solo debían entender al afianzamiento de las instituciones democráticas, sino impedir el falseamiento de los principios en que aquellas reposan. También tuvo una actuación destacada al discutirse y adoptarse el sistema de la representación proporcional, cuyas bases quedaron establecidas en la constitución, fue Corrientes la segunda provincia argentina en incorporarlo a sus instituciones políticas después de Buenos Aires.
Elegido diputado nacional en 1898, se estableció en Buenos Aires, tuvo una actuación ponderable en el seno de la Cámara de Diputados, por sus hábitos laboriosos y en los debates por su autoridad, donde intervenía oportunamente y decía lo indispensable para fundar sus opiniones si pretender ser una tribuna o una cátedra para enseñar a nadie. En 1899 fue también diputado de la convención reformadora de la Constitución Nacional donde tuvo iniciativas plausibles de interés colectivo.
Al terminar su periodo de Diputado Nacional, se lo nombró miembro de la primera Cámara Federal de Apelaciones de La Plata. Esta Cámara de Apelaciones fue creada por la Ley 4055, sancionada el 11 de enero de 1902. El primer acuerdo del Tribunal se llevó a cabo el día 22 de febrero de ese mismo año, con la integración de los jueces Joaquín Carrillo, Pedro T. Sánchez y Daniel Goytia. Julio Argentino Roca, por entonces Presidente de la República, le expresó a Serú (ministro de justicia) que el nombramiento de Sánchez era el que firmaba con más satisfacción.
Durante esa época también le fue solicitado su concurso por el rector de la Universidad Joaquin V. González, para que dictara la cátedra de derecho comercial comparado, la que desempeñó hasta pocos meses antes de acogerse a su retiro en 1908, año en que volvió a Corrientes, y en el cual asumió en la administración del Gobernador Martín Goitía, la secretaría de gobierno de la provincia, hasta que este fue destituido por un juicio político.
En los últimos años abrazó el programa político de la Unión Cívica Radical, y fue su consejero y su delegado hasta donde quiera que se sostuvieran los principios de austeridad republicana. Su partido haciendo justicia a sus valores y méritos intelectuales, lo hizo candidato a la vicegobernación de la provincia en 1921.
Falleció en Corrientes, Argentina el 15 de octubre de 1925. Sus restos descansan en el panteón familiar del cementerio San Juan Bautista de la Ciudad de Corrientes.